# Katonaamazon
A katonaamazon (Amazona mercenarius) a madarak osztályának papagájalakúak (Psittaciformes)  rendjébe és a papagájfélék (Psittacidae) családjába és az araformák (Arinae) alcsaládjába tartozó faj.

## Elterjedése, előfordulása
Argentína, Bolívia, Kolumbia, Ecuador, Peru és Venezuela trópusi és szubtrópusi alföldi és köderdőben fordul elő.

## Megjelenése
Alapszíne zöld. Testhossza 34 cm és 340 grammos. A csőre és a szem gyűrűje szürke. A szeme a narancs és a lábá zöldesszürke.

## Életmódja
Gyümölcsöket fogyaszt.

### Fordítás
Ez a szócikk részben vagy egészben  a   Soldatenamazone című német Wikipédia-szócikk fordításán alapul.  Az eredeti cikk szerkesztőit annak laptörténete sorolja fel. Ez a jelzés csupán a megfogalmazás eredetét és a szerzői jogokat jelzi, nem szolgál a cikkben szereplő információk forrásmegjelöléseként.